# ژاکلین خوزه
ژاکلین خوزه (انگلیسی: Jaclyn Jose؛ ۲۱ اکتبر ۱۹۶۴ – ۲ مارس ۲۰۲۴) هنرپیشه، و کمدین اهل فیلیپین بود. وی از سال ۱۹۸۶ تا ۲۰۲۴ میلادی مشغول فعالیت بوده‌است. او برای بازی در فیلم رزای من برنده جایزه بهترین بازیگر زن جشنواره فیلم کن در سال ۲۰۱۶ شده‌است. از دیگر فیلم‌های او می‌توان به پذیرایی اشاره کرد.